# Грота дел'Олмо III (Напуљ)
Грота дел'Олмо III је насеље у Италији у округу Напуљ, региону Кампанија.
Према процени из 2011. у насељу је живело 60 становника. Насеље се налази на надморској висини од 53 м.